# Amintiri/Anotimpuri
Amintiri/Anotimpuri este primul material discografic al formației Progresiv TM din Timișoara, apărut la Electrecord în anul 1974. Conține două piese compuse de chitaristul Ladislau Herdina și imprimate în studiourile Radio în noiembrie 1973. Apariția acestui disc single a prevestit lansarea LP-ului Dreptul de a visa.

## Lista pieselor
1. Amintiri (Ladislau Herdina / Aurelia Olărescu) (5:45)
2. Anotimpuri (Ladislau Herdina / Ștefan Kovács) (5:05)

## Componența formației
- Harry Coradini – vocal
- Ladislau Herdina – chitară, voce
- Zoltán Kovács – chitară bas
- Hely Moszbrucker – baterie
- Ștefan Péntek – orgă electronică